# فینال جام اتحادیه فوتبال انگلستان ۱۹۹۹
فینال جام اتحادیه فوتبال انگلستان ۱۹۹۹، رقابت پایانی جام اتحادیه فوتبال انگلستان در سال ۱۹۹۹ میلادی است که مابین دو تیم باشگاه فوتبال تاتنهام و باشگاه فوتبال لستر سیتی در ورزشگاه ومبلی لندن برگزار شده‌است.
این مسابقه که در تاریخ ۲۱ مارس ۱۹۹۹ انجام شده‌است با نتیجه ۱ بر ۰ به سود تیم باشگاه فوتبال تاتنهام به پایان رسید.